# ハチミツとクローバー
『ハチミツとクローバー』（英語: Honey and Clover）は、羽海野チカによる日本の漫画。またそれを原作としたテレビアニメ、実写映画、テレビドラマ。「ハチクロ」と略される。
2003年に、第27回講談社漫画賞少女部門を受賞。宝島社の「このマンガがすごい!」オンナ編の2006年版と2007年版において、2年連続1位を獲得した。2008年3月時点で累計発行部数は850万部を突破している。

## 概説
美術大学を舞台に、いわゆる「青春群像劇」を、ハイテンションなエピソードや静かな感動シーンを通じてとらえていく。恋愛に不器用な大学生達の報われない恋模様や、自分の才能や生き方について迷う若者達の姿を描いている。
Chapter.1から14までは『CUTiE Comic』（宝島社）2000年6月号から2001年7月号に掲載され、単行本も1巻が発売されたが、同誌の休刊に伴って連載が一時中断。作者が本作品を『ヤングユー』（集英社）へ持ち込んだことで、2001年11月号より連載が再開されることとなり、Chapter.15以降（Chapter.56まで）は同誌に掲載された。前誌がファッション系で専門学校生、大学生向けの「おしゃれな学園コメディ」という路線から、大人の女性向けへ恋愛要素を多めの方向に変更された。その後、『ヤングユー』も2005年11月号をもって休刊したため、Chapter.57からは掲載誌が『コーラス』（集英社）に変わったが、2006年7月28日発売号に掲載のChapter.64をもって最終回を迎えた。コミックスは全10巻（集英社）、ファンブック1巻。宝島社版の1巻刊行版から修正が加えられている。スピンオフ作品を発表する事が掲示され、『コーラス』2007年1月号と2008年3月号に読み切りが掲載されている。
本作は、過去に友達のいなかった作者の「こうだったらよかった」という妄想から生まれたという。
最終回については様々な意見と反響があったが、この後の萩尾望都『ゴールデンライラック』のような展開を意識したと発言している。また、それぞれの片思いの恋愛を描く一方で、美術というモンスターに取りつかれたはぐみをめぐる物語がもう一つの軸としてある、とも指摘されている。
スピンオフとして、次作の『3月のライオン』コミック14巻で『ハチミツとクローバー』の「藤原デザイン事務所」の面々が登場し、『ハチミツとクローバー』のその後に触れ、主人公の零が部長を務める駒橋高校将棋部（部員は校長、教頭ら教師陣）と職域団体対抗将棋大会で対局する。
テレビアニメが2005年4月から9月までフジテレビ系列の「ノイタミナ」枠で、2006年6月からは第2期として『ハチミツとクローバーII』が同枠で放送された。実写映画『ハチミツとクローバー』が2006年7月22日より劇場公開、2008年1月8日からはフジテレビ系列で連続テレビドラマ化されたが、視聴率は低迷した。2008年には台湾でも『蜂蜜幸運草』のタイトルでテレビドラマ化され、主に日本の香川県でのロケが行なわれた。
タイトルの「ハチミツ」はスピッツの同名アルバム『ハチミツ』から、「クローバー」はスガシカオの同名アルバム『Clover(クローバー)』から採った物で、作者がタイトルを決める際に『ハチミツ』と『クローバー』と言う2枚のアルバムが並べてあったのを見たと言うのが所以である。その為アニメの挿入歌にはスピッツとスガシカオの楽曲が多く採用された。2008年版ドラマではこの2組の楽曲は全く使用されておらず、主題歌もそれまで作品に関わっていない平井堅が担当した。
舞台となっている浜田山美術大学のモデルは武蔵野美術大学で、建物の描写がリアルに再現されている。アニメ版でも同様に、スタッフロールには協力として同大学の名が記載されている。浜田山美術大学の住所は、原作者のオフィス所在地である杉並区とされており、漫画内の地名や描写などからも推定ができる。

## あらすじ
美大生・竹本祐太は同じアパートに暮らす先輩の森田忍や真山巧らに囲まれ大学生活を送っていた。
美大一の「変人」で「問題児」として知られる森田に振り回される毎日を過ごす竹本と真山。森田は時々大学に来ないときがあり、しばらくすると憔悴しきった姿でわけのわからないお土産と途方もない大金を手に戻ってくる。だが、森田は竹本や真山の食事や寝床を奪うなど傍若無人に振る舞い、金のことには一切触れようとせず、竹本らと貧乏暮らしをしていた。周囲の誰もが認めるクリエーターとしての高い才能を持ちながら、その才能に真摯に向き合おうとはしない森田に周囲はやきもきさせられる。
竹本は病弱だった父親を幼くして喪い、看護師の母親と二人で暮らしていた。やがて母親が別の男性と出会い再婚することになり、故郷から逃げ出すための口実として東京の美大へと進学したのだった。自らが誇るべき才能も個性も持ち合わせていないと常日頃感じている竹本はまぶしいほどの才能と底抜けの明るさを持つ森田に対し、劣等感を抱いていた。だが、森田は生真面目で誠実な竹本に甘えつつも弟のように可愛がっていた。
一方、真山は恩師である花本修司の紹介で働くことになった建築デザイン事務所の経営者・原田理花の事を心から慕っていた。理花は交通事故に遭って夫を失い、自らも後遺症で足に障害を抱えながら夫の遺した事務所を独りで切り盛りしていた。儚げでか弱く倒れてしまいそうな理花を支えたいと真山は心から願うが、理花はそんな真山の気持ちを知りつつも気づかないフリをして遠ざけようとしながらも、万事に卒の無い真山に依存してしまい結果的に翻弄させてしまう。
理花に対する想いを捨てきれない真山は彼女の一挙手一投足に振り回される。そんな無様な姿に最も傷ついていたのが真山に恋をする山田あゆみだった。酒屋の娘で在籍する陶芸科では美貌と才能の両方で周囲を虜にするあゆみ。周囲の男たちからもてはやされ、引く手あまたの「お姫様」であるあゆみだったが、真山への報われぬ恋に傷つき身を焦がしながら、その想いを捨てきれずに一人苦しんでいた。一方、真山も自分に向けられたあゆみの想いを知り、その想いに応えることが出来ないものの、「傷つけたくない守りたい存在」として側に置いておきたいという自分自身の矛盾した気持ちに悩み苦しんでいた。優しい真山はその優しさが故にあゆみから慕われ、同時に深く傷つけていた。
そんなある日、竹本は桜の木の下で見知らぬ少女に出会い、一目惚れしてしまう。真山はその様子を目撃し、密かに竹本の恋を応援する。彼女は花本の従兄弟・花本はぐみだった。人見知りが激しく口数も少ないはぐみだが、彼女の作り出す作品は見る者を惹き付ける圧倒的な才能に溢れていた。やがて、感性が合う者同士で、はぐみとあゆみは無二の親友になる。森田もまたはぐみに興味を抱き、やがてその才能とそれを持つ彼女を愛するようになる。一方、はぐみもまた森田の変人ぶりや強引さに当惑しながらも彼の溢れる才能を認め、心惹かれていく。しかし、デリカシーに欠け、なにかとはぐみを傷つけ泣かせ、困らせる森田。そんな森田の前では緊張から普段通りに振る舞えないはぐみ。どこかちぐはぐでありながら、互いを認め合う天才同士の魂の結びつきであるせいで、他の者を寄せ付けない「恋愛」と呼ぶには少し不思議な関係のはぐみと森田。二人を間近にしている竹本は自分の恋が決して叶わないものだと悟りながら、生きることには酷く不器用な森田、はぐみとそれぞれ交流を深めていく。
そんな若者たちを見つめる花本もまた辛い過去を抱えていた。無二の親友である原田、そして彼の彼女だった理花と共に青春時代を送り、三人で過ごした想い出の残る大学で教鞭をとることになり、密かに理花を想い続ける気持ちを押し隠したまま、原田の死によって心傷つき自らを守ることさえせず、死を切望する理花を支えなければならなかった。二人は一時期生活を共にするのだが、それは理花が原田の後を追わないよう見張るというものだった。やがて、理花は花本から自立するため事務所を再開して自分の道を歩き始める。そんな理花を心配する気持ちから、花本は信頼できる教え子である真山を側に置くようにはからったのだ。また、長野の田舎で祖母と二人きりの生活を送っていたはぐみが祖母を喪い途方に暮れていたのを見かね、広い世界で同世代の仲間たちとの繋がりの中から様々なものを見せるため上京を勧めたのだ。花本ははぐみに対して実の娘に対するような深い愛情を注ぎ、はぐみもまた花本の与える「無償の愛」に精一杯応えようとしていた。
花本の研究室に集うようになった竹本、真山、森田、はぐみ、あゆみの五人は、みんながお互いにそれぞれの恋心を胸に抱きながら、足早に流れていく季節の中、共に同じ時間を過ごすことで深い絆で結ばれていく。だが、それぞれに歩み出す道は異なっており、別れの季節は訪れる。留年の続く森田より先に卒業した真山は大学を去って設計事務所で働くようになり、森田が学校に来ない時間も徐々に増えていく。折からの就職難により、あゆみは研究生として大学に残ることになり、竹本は就職の決まらないストレスで倒れ、留年を余儀なくされる。ようやく決まった就職も倒産という形で無に帰し、思い詰めた竹本はがむしゃらに自転車を漕いだ結果、自分探しの旅に出ることになる。
やがて過ぎゆこうとする儚く脆い青春の時間を送る5人はやがて残酷なまでの悲劇に見舞われるのだった。それと平行するかのように、森田の秘められた過去が明らかになっていく。

## 登場人物
声はアニメ版での担当声優。演は実写作品での担当俳優で、映画版 / ドラマ版の順に記載。台湾ドラマ版のキャストは「#テレビドラマ（台湾版）」を参照。

### 主要人物
竹本 祐太（たけもと ゆうた）
声 - 神谷浩史、野島健児（第2期最終回代役）、本田貴子（子供時代）
演 - 櫻井翔（嵐） / 生田斗真（当時ジャニーズJr.）
本作の主人公。建築科。19歳（初登場時）。群馬県安中市出身。父親を早くに病気で失っており、母一人子一人の環境で育つ。母を支えることに生き甲斐を見出していたが、母の再婚により生きる目標を失い、手先が器用だったことから何となく美大に入学する。家事全般が得意。素直で不器用、且つ真面目な性格のため年長者には可愛がられるが、世渡りは下手で就職試験に何度も失敗をした。はぐみに一目惚れするが、当初は自分でもその感情に気付かないでいた。大学卒業が近付いても自らの生きる道を見付けられず、自分が何をしたいのか悩み、彷徨する。その後、手ぶら同然で突如自転車で旅（「自分探し」と周囲は呼ぶが、本人はそういうつもりではないと語っている）に出、松島での修復士たちとの出会いを経て、日本最北端の宗谷岬まで到達。心身ともに成長した姿で東京に帰還し、はぐみに想いを告げる。大学卒業後は東京を離れ修復士たちへ合流、旅立ちの日にはぐみから四ツ葉のクローバー入りのはちみつサンドを餞として渡され、仲間たちと過ごした5年間の思い出を噛み締めながら東京を後にした。
オフィシャルファンブックの書き下ろしマンガではサッと出来る料理を披露したが、余りにも質素すぎたために作者の涙を誘うことに。更に『セクシーコマンドー外伝 すごいよ!マサルさん ウ元ハ王版』4巻では副音声キャラとして登場するが、下の名前を作者に忘れられていた。
花本 はぐみ（はなもと はぐみ）
声 - 工藤晴香
演 - 蒼井優 / 成海璃子
本作のメインヒロイン。油絵科。18歳（初登場時）。設定では長野県安曇野市出身。通称「はぐ」。森田からはマウス、コロポックル、チビモニ（チビだから）などと呼ばれている。父親は長野県警察刑事部捜査第一課課長（警部）で、修司の従兄弟である。母親は幼少期に亡くしたらしいが、詳細は不明。連載後期に父が再婚する。
芸術に関しては天性の才能を持ち、新進芸術家として注目を浴びている。外見・言動ともに子供っぽく大学生には見えず、作中でも子供扱いされる事が多い。臆病で人付き合いが苦手な性格で、また天才故に周囲に敬遠されることも多かったため、竹本等と出会うまで友達が出来なかった。同じく天才肌の森田に惹かれてゆく。周囲の反発をよそに芸術家としての名声には興味を持たず、卒業後は故郷に帰って細々と絵を描きながら隠棲するつもりでいた。しかし4年次の学園祭で強風で倒れたガラス板の下敷きになり、破片で利き腕の神経を切ってしまう。二度と絵が描けなくなるかもしれないほどの重傷であったものの、わずかに残った感覚を頼りに修司と共に懸命のリハビリに努める。
かわいらしい外見に似合わず、修司から「肉食獣」と形容されるくらいの肉好き。オフィシャルファンブックの描き下ろし漫画でも作者と肉の話をしすぎで、ディレクターに怒られた。カボチャのチョコミントアイス詰め（カボミント）、グレープフルーツの炊き込みご飯等とんでもない創作料理を作り、山田とのコンビは「女子料理部」と呼ばれる（但し、祖母が存命していた長野時代は普通の料理を作っていたらしく、この側面では山田の方がクローズアップされることが多い）。工芸は苦手で趣味の着せ替え人形用の小物は布や日用品をざっくり加工した簡素なものになっており、細々としたものは竹本の手を借りている。モデルは『ポーの一族』のメリーベル・ポーツネルとのこと。
山田 あゆみ（やまだ あゆみ）
声 - 高橋美佳子
演 - 関めぐみ / 原田夏希
陶芸科。21歳（初登場時）。愛称あゆ。真山の同級生（真山は一浪しているため、一つ年下）で、彼を一途に思い続けている。陶芸の才能があり、卒業してからは同科の研究生、修了後は授業のアシスタントを務める。実家は浜田山商店街の酒屋で家族構成は父・母・兄。大食いで、かなりの酒乱。修司が「骨学のモデルにしたい」と言うほど理想的なプロポーションで美脚美乳の持ち主。それゆえか見掛けより体重が重いらしい。幼い時から器量良しとして知られ、浜田山商店街の若者や大学の後輩に数多くのファンを持つ。数合わせで合コンに呼ばれては、その美貌で自覚の無いまま男性陣を独り占めにし、あげく酔った勢いでぶち壊しにする事から「合コンの破壊神」、体力があることから「鉄人」などの異名がある。空手の経験があり（小学5年生の時に大会で入賞した）、怒ったりパニックになった際に周りにいる人に（時には無差別に）踵落としや連続蹴りを見舞う。一番多く餌食になったのは森田。連載初期の頃は料理に興味がなかったようだが、イチゴ入りおにぎりやチョコレート味のカレー等、次第にはぐみ以上に飛躍した料理センスを発揮するようになる。色々な意味で彼女の料理を食べたがる人間は多いが、食べた者は「しみます」「沸きあがります」など、とても料理の感想とは思えないコメントをし、多くは気絶して担架に乗せられる。しかし、はぐみだけは彼女の作った料理が美味しいらしい。他の主要登場人物に比べて初登場が遅いのは、本作が元々短期連載としてスタートし、登場する予定が無かったため。アニメではそれを補完するような形で第1話から登場している。
羽海野の次作である『3月のライオン』のコミックス14巻には藤原デザイン事務所が登場するが、そこで後日譚として野宮と結婚し、長野に登り窯付きのアトリエ兼自宅を構えて生活している様子が描かれた。
真山 巧（まやま たくみ）
声 - 杉田智和
演 - 加瀬亮 / 向井理
建築科。22歳（初登場時）。石川県金沢市出身。竹本の先輩。浪人して大学に入学したらしく、同学年の山田よりも1つ年上。卒業後は有名建築デザイン事務所の藤原デザイン事務所に入社する。長身、眼鏡、母親譲りの癖の有る天然赤毛がトレードマーク。優秀な生徒で仕事もそつ無くこなし、面倒見の良い性格で女の子にももてる。ただし、これは山田に合コンを台無しにされた彼女の友人達の訴えを、（しょうがなく）聞いてあげていたことによる。原田デザインの社長である理花一筋であるが、自分に想いを寄せる山田に対しても冷徹になり切れず、煮え切らない態度を取る。理花に対してややストーカー気味な行動を取る事もしばしばあり、周囲には「変態」扱いされることもある。藤原デザイン事務所が分裂したのを機に退社し、原田デザインの押し掛け社員となる。その後、突発的に理花を連れて、理花の故郷である小樽を訪れたのを機に理花との距離を近づけていく。しかし、長期出張先のスペインでも同居こそ認められるものの別部屋（鍵つき）にさせられるなど、完全には結ばれていないようである。
自分のペースを崩されることや仲間外れにされることが嫌いで、どんなに忙しくても仲間が集まる行事にはほぼ必ず参加する。主要メンバーの中では最も常識人で、修司と共に宥め役やツッコミ役に回る事が多い。4人姉弟の末っ子で姉が3人いる。実家で飼っている愛犬が竹本に似ているらしい。ミュージシャンのスガシカオがモデル。
森田 忍（もりた しのぶ）
声 - うえだゆうじ、釘宮理恵（子供時代）
演 - 伊勢谷友介 / 成宮寛貴
彫刻科（8年在籍後卒業）→日本画科（3年として編入）。24歳（初登場時）。竹本や真山の先輩。竹本と同様にはぐみに一目惚れした。有り余る才能（美術、CG、映画、歌唱力等多岐に渡る）を持っているが、度々長期に亘って行方不明になるために（謎のアルバイトをしている）単位数が足りなかったり、卒業制作の期日に間に合わなかったりして留年を続けていた。常人には理解し難い、正に天才肌と呼ぶべき人物で、平気で他人の所有物を売却して収益を自分のものにしたり、他人の食べ物を食い荒らしたりするなど自分の欲望に忠実に行動することから大学内では変人として通っており、よく周囲の注目を浴びている。他人の言葉に惑わされない故女の子には割とモテるが、それは同時に他人の話を全く聞いていないということでもあり、彼女はなかなか出来ない。はぐみに興味（好意）を持っているが、竹本の気持ちにも気付いている描写が垣間見られ、道化を演じる事によって自分の気持ちをごまかしている。金運は異常に強く、お金に執着する性格（オフィシャルファンブックの描き下ろし漫画によると、どこかで聞いたことのあるようなCDを販売したりなどして荒稼ぎしている。また、「足立区を丸ごと買い取れる」と豪語するほどの貯金を持っているという）。よく窓から出入りする。作中ではもっぱらトラブルメーカーであるが、実は仲間思いで思慮深い一面も。特に山田のことは何かと気にかけてやっている。雑食で女子料理部（はぐみ&山田）の料理も普通に食べられる。中学でモンゴルの民族楽器・馬頭琴の奏法を習ったと発言するなど、なにかと謎の多い人物。8年掛けて彫刻科を卒業するが、直後に日本画科に再入学する。その後、稼いだ金を元手に兄と共に、父の研究所を奪ったフロイド・エレクトリック社の株式を買収し、復讐を果たす。一方、善人ゆえの罪悪感に駆られる兄のために、買収後の前社長の家族が生活できるよう根回しも行っていた。終盤、真山からはぐみが重傷を負ったとの報を受け、帰還。はぐみを連れ去り、隠れ家で想いを打ち明けるが、その時の一言が仇となり振られる。竹本たちと別れた後は、ピーターの下で映画制作の仕事に従事している。
名前の由来は『機動警察パトレイバー』に登場する「南雲しのぶ」。漫画『イノセンスを待ちながら』で劇場版１・２を繰り返し見たと書いている。
花本 修司（はなもと しゅうじ）
声 - 藤原啓治
演 - 堺雅人 / 村上淳
30歳と少々（初登場時）。竹本達が通う大学のOBであり、美術史の教師。日頃から教師として学生達を暖かく見守る。森田達から災難に遭わされる事もあるが、はぐみが楽しむことならあっさりと受け入れたり、悩んでいる生徒達の相談に乗るなどの寛大さも持っている。はぐみは修司のいとこの娘だが、父親代わりとも言うべき存在で、はぐみを溺愛しており、はぐみが作った奇妙な料理もおいしそうに食べる。理花の夫とは親友で、学生時代は一緒に暮らしていた。そこへ理花が転がり込み、3人で暮らしていたこともある。理花の夫が亡くなった後、理花を立ち直らせようとしたが果たせず、その役目を真山に託した。学生時代、解剖学や色彩学などには優秀な生徒だったが、芸術家としては挫折しており、才能有る原田夫妻やはぐみに対しては複雑な感情を抱いている側面がある。料理が得意。自分探しの旅を何度もしているが、いずれも原田夫妻に見つかり失敗している。真山同様にかなり凝り性。終盤、重傷を負ったはぐみのリハビリに自分の全てを費やすために大学を休職する。作者イメージは犀川創平との事。
原田 理花（はらだ りか）
声 - 大原さやか
演 - 西田尚美 / 瀬戸朝香
原田デザインの経営者。旧姓は江上（えがみ）。身長164cm。北海道小樽市出身。かなりの犬好きで自身も幼少期に実家で犬を飼っていた。大学進学時に親に勘当されているために身寄りはいない。
建築デザイナーとしては、若い頃からその才能が認められており、ファンも多い。大学に入った当初は「雪の女王」と呼ばれるほどクールで取っつきにくい性格だったが、原田や修司と共に過ごすうちに少しずつ明るくなっていった。やがて原田と結婚し、共に原田デザインを構える。しかし、仕事に疲れた夫を気遣って車の運転を引き受けた直後、他車のスリップ事故に巻き込まれて夫を失い、自身も後遺症が残るほどの重傷を負う。このため自身を責め続け、再び他人と距離を置くようになってしまった。
残された事務所を1人で切り盛りし、原田の遺したデザインや仕事を成し遂げようとしている。自身も事故によって左半身に深い傷を負い、後遺症から移動には杖を手放せない。修司や真山の優しさを理解しつつも、自分が彼らを傷付けてしまう事を気にかけ距離を置こうとする。

### 主要人物の家族
森田 馨（もりた かおる）
声 - 竹若拓磨、皆川純子（子供時代）
忍の兄。忍の謎のアルバイトに深い関わりを持つ人物。忍とは容姿のほか、金の亡者で茶目っ気たっぷりな点も似ているが、本人は否定している。会社社長でもあり、城山を始めとして社員たちから慕われている。部下からはカオル様と呼ばれている。頭の回転が速く、記憶力に長けている。裕木奈江のファン。冷徹に振舞っているが、根が優しい故に思い悩むことが多い。父譲りの才能を持ち、今も自分のことを慕ってくれる忍に対しては複雑な感情を抱いている。幼い頃は、父が才能豊かで世話の焼ける弟ばかり見ていたこともあって、父の親友・部下で自分と同じようなコンプレックスを持つ根岸に懐いていた。過去のある理由から忍同様にお金への執着が強い。
竹本 祐一（たけもと ゆういち）
声 - 小関明久
竹本の今は亡き実父。長身痩躯で穏やかな性格。趣味は鉄道模型で手先の器用さは息子にも受け継がれている。生前から虚弱体質で、竹本が小学生の時に帰らぬ人となる。
合田 美津子（あいだ みつこ）
声 - 篠原恵美
竹本の母。群馬県の総合病院で看護師を務めている。同僚や夫からは「美津さん」と呼ばれている。病気がちだった夫を早くに亡くしたため祐太を女手1つで育てて来たが、入院患者だった合田稼頭男と再婚。常に息子の身を案じている。息子同様、生真面目で遠慮がち。働き詰めで倒れる事が多く、稼頭男に対しても申し訳無く思っている。
合田 稼頭男（あいだ かずお）
声 - 三宅健太
竹本の義理の父。怪我で入院した総合病院で看護師を務めていた美津子と出会い、猛烈なアプローチの末結婚。竹本の実の父とは対照的に典型的な体育会系。ガサツで大雑把な所があるが、実直で優しい性格。しかしそれ故に竹本は劣等感を持たずにいられない。竹本や美津子が遠慮がちな態度を取る事を歯がゆく思っている。実家は農家で下仁田ネギを作っており、名前の通り村一番の稼ぎ頭であると自負する。
原田（はらだ）
声 - 堀内賢雄
演 - 田辺誠一 / -
理花の亡き夫で修司の親友。修司・理花とは大学で知り合い、3人で同じアパートの部屋で共同生活をしていた。大雑把だが穏やかで優しい人柄で人や動物によく懐かれていた。すぐれた才能の持ち主で、仕事に関しても有能な人物であったと生前の彼を知る人物からは評されている。本作の連載開始時から4年前に、理花が運転する車に同乗していたところをトラックのスリップ事故に巻き込まれ、帰らぬ人となる。
森田 司（もりた つかさ）
声 - うえだゆうじ
森田兄弟の父。森田技研の社長。自身も優秀なエンジニアで、彼を尊敬する入社希望者が後を絶たなかった。独創的で天才肌の人物。外見も性格も現在の忍と非常によく似ている。好物はカレーで、息子たちも同様である。現在の消息は不明だが、故人である事を暗示するような描写が見られる。

### 浜田山美術大学
長谷川 一彦（はせがわ かずひこ）
声 - 野島裕史
真山の同級生でボロアパートの元住人。静岡県焼津市出身。森田と同い年かそれより1つ上。陶芸科に在籍していた。卒業後、実家の製麺工場の隣にそば屋を開業。自家製そばと手作り猪口&徳利セットの通販を始める等商才有り。妹の恵ははぐみと仲良し。山田とは陶芸科で同級生ということになるが、直接的な絡みは描かれていない。しかし、のちに「長谷川さんも頑張ってるんだ…」と山田がつぶやくシーンがあるため、まったく知らない仲ではないと思われる。
ローマイヤ先輩
声 - 山寺宏一
演 - - / 木村祐一
竹本・森田・真山等と同じアパートに住む先輩。ローマイヤとはハム屋の店名で本名ではない。作中には外伝的に登場、一種のカリスマ的な存在として崇められている。いつも頭にタオルを巻いている。身長195cmの頼もしい体格と爽やかな笑顔がトレードマークで、大の男が惚れ込むほどの包容力を持つ。実家が山形の農家で、病気で倒れた父親の代わりに家業を手伝うため休学している。ハム屋でアルバイトをしており、アパートの住人達に実家から送られて来た野菜や、アルバイト先で貰った売れ残りのハム等を振舞い、後輩達から熱狂的に慕われている。また、近所の遊園地で着ぐるみのアルバイトをしていた時に、持ち前のカリスマ性で入場者数を10倍に増やした事もある。森田よりも先輩であるが、卒業出来たかどうかは不明。実在の会社ローマイヤの広告にコラボレーションとして登場した事もある。
丹下（たんげ）教授
声 - 広瀬正志
浜美大彫刻科の老齢の教授で森田の恩師。破天荒な森田の行動に8年間頭を悩ませ続けるが、その才能については高く評価している。森田も内心では好意的な感情を持っている。複雑な心境を抱える同僚の修司のことも気に掛けている様子。
徳大寺（とくだいじ）先生
声 - 菅生隆之
修司の大学生時代の恩師。現在は海外を回りつつ研究・執筆活動を行っている。バイタリティに溢れた豪放な人物で、作中で大人の立場として描かれる修司でさえも子供扱いされ頭が上がらない。学生時代に自分探しの旅の途中で本を執筆し印税で研究室を構える、出張先のモンゴルでモンゴル相撲の大会に出場し優勝するなど数知れない伝説を持つ猛者。教え子である修司をモンゴルでの自身の活動に誘う。
幸田（こうだ）先生
演 - 銀粉蝶
浜美大の女性教授。学生時代に女流画家として生計を立てることを志すも、留学先で無理がたたって体を壊し挫折した過去を持つ。そのため、才能を持て余しながらも美術家の道を選ぼうとしないはぐみに対しては期待と嫉妬が入り混じった複雑な心境を抱いており、辛い言葉を投げかける。

### 藤原デザイン事務所
野宮 匠（のみや たくみ）
声 - 浜田賢二
演 - - / 柏原崇
藤原デザイン事務所での真山の先輩。髪がやや長く、メガネをかけている。仕事は非常に優秀でやり手な大人の男で、昔の原田（夫）を髣髴させる、人の使い手。真山や山田が無意識に抱いている利己的な感情を彼ら自身に鋭く問い掛ける。かつての自分と似たような葛藤を抱える真山には、若かりし頃の自分（青春スーツと称される）を見るようで気恥ずかしさを感じてしまうため当たりがきつい（偶然だが名前も真山と同じ「たくみ」である）。女性に対してはドライだったが（仕事中にかかってきた電話に対して、躊躇いもなく携帯電話を海に捨てるほど）、山田に関心を持ち、積極的なアプローチを行ううち、切り捨てた筈の青臭さを取り戻す。そして最終的にはストレートに山田に告白して、青春スーツを再装着してしまう。年齢は不明だが作品終盤の時点で30代。
『3月のライオン』のコミックス14巻では山田と結婚し、彼女のためにアトリエ付きの新居を構えたものの、しょっちゅうはぐみと理花に入り浸られ、新婚生活がままならないことを嘆いている。
山崎 一志（やまざき かずし）
声 - 土田大
藤原デザイン事務所での真山の先輩。真山より4歳以上年上。野宮とは同期。基本的にいい人だが、女性の扱いには全くもって慣れていない。美和子を慕い、恋心を抱いているが、美和子には気付いてもらえず、いいようにあしらわれている。都内中高一貫の男子校出身で、大学は工学部建築学科を卒業している。しばしば美和子から派手な色や柄の服を着させられるが、長身でスタイルが良いため意図せず着こなしてしまい、ファッション雑誌によく取り上げられている。本人は美和子の思惑には全く気づいておらず、雑誌のインタビューでは感謝の言葉さえ述べている。オフィシャルファンブックでも「何を着せても似合って困る」と作者が愚痴をこぼしていた。
勅使河原 美和子（てしがわら みわこ）
声 - 根谷美智子
演 - - / 滝沢沙織
藤原デザイン事務所での真山の先輩。会社では姐御的存在で、社員達を統括する。仕事に関しては凄腕だが、真山達をからかって楽しむ茶目っ気も持ち合わせている。外見はやり手の美人上司風だが、マッサージ器や高級ドリンク剤を愛用するなどオヤジ臭い面がある。野宮曰く「美人上司の皮を被ったおやっさん」。理花のデザインのファンだが、性格上理花には苦手に思われている。山崎をからかう目的でしょっちゅう奇抜なセンスの服を押し付けるものの、いずれも失敗に終わっている。
リーダー
声 - 藤原啓治
藤原デザイン事務所で飼われている雑種犬。オス。甘えん坊で散歩好き。人間の言葉が理解出来、原作・アニメ共に台詞が独特の書体のスーパーで描かれる（当然だが人間の言葉を話せる訳ではない）。好物はささみジャーキー。重要なコンペの前にリーダーを拝むと成功するジンクスがあり、コンペ中はリーダーのいる場所も決まっているらしい。
藤原 毬男・類二（ふじわら まりお・るいじ）
演 - 堀部圭亮（ルイジ）、宮崎吐夢（マリオ） / -
藤原デザイン事務所の社長で双子の兄弟。2人共オカマで、行き過ぎた兄弟愛を持つ。毬男はコスプレマニア、類二はギャンブラー。2人とも非常に声が大きい。身長は毬男が189cm、類二が188cm。一時は確執を起こし会社は分裂するが後に和解している。鳥取県出身。名前は『スーパーマリオブラザーズ』から。
高井戸（たかいど）
藤原デザイン事務所の社員で野宮たちよりも先輩。真山を藤原デザイン事務所に誘った人物で、台詞は少ないものの時おり美和子や野宮たちの輪に加わっている姿が見られる。

### その他
西園寺 ミドリ（さいおんじ ミドリ）
はぐみや修司の住んでいるアパートの大家さんが飼っている犬。オスのジャンボプードル。イカつい顔をしており、初登場時はヤクザのような言動をしていたが、作者のミスで2回目の登場以降はオカマキャラになってしまう。リーダーやホイップちゃんと並ぶ本作のマスコットキャラクター。
浅井（あさい）さん
アートクラフト社長で藤村俊二に似た雰囲気の、紳士的で飄々とした風貌の老人。理花とは旧知の間柄で常に身を案じている。真山とはサッカー仲間でトッテナムのファン。
ピーター・ルーカス
映画監督でルーカス・デジタルアーツと言う映画制作会社を運営している。森田の雇用主であり、森田技研の買収先のフロイド・エレクトリック社の大株主でもある。眼鏡を掛け、顎鬚が大きく伸びて広がり、恰幅が良い。登場するときには「チャミーン☆」など独特の効果音が用いられる。森田のことは「シノブ」と呼んでいる。日本の城に戦車が突っ込む映画など、日本についてかなり間違った知識と偏見を持っている。停電するとスタッフ一同でライトセーバーを振り回すなど茶目っ気たっぷりの人物。代表作は「スペースタイタニック」と「ラストブシドー」（ただし「スペースタイタニック」に関しては半分以上を森田に作らせている）。
しんさん
声 - 羽多野渉
竹本が旅先の瑞巌寺で知り合った修復士。若いながらも棟梁から現場監督を任される等有能で人望は厚い。自分の生きる道を模索していた竹本が捕われていた悩みを吹っ切るきっかけを作った人物。彼自身も大学生の頃、自分の生きる道を模索して自転車旅行をしていた。宮城県宮城郡松島町出身で、子供の頃に五大堂の透かし橋の隙間から落下しそうになった（ランドセルがつっかえて助かる）。本名は不明。
六太郎（ろくたろう）
声 - 浪川大輔
竹本が旅先で知り合った修復士。18歳のヤンキー。貧しい家の出身で、中学校卒業と同時に家計を支えるために半ば強制的に働きに出された。その為、恵まれた環境に生まれ、大学に通いながら「自分探し」と言う贅沢な悩みを抱える竹本に怒りをぶつける。かなりの甘党で、主に生八ッ橋などの和菓子が好きらしい。本名は不明。
根岸 達夫（ねぎし たつお）
声 - 中博史
森田技研の社員で司の幼馴染。理論的な性格で、会社運営の殆どを司に任されていた。馨には「根岸のおじさん」と呼ばれている。学生時代は後の司の妻（＝森田兄弟の母、通称りっちゃん）に片想いしていた。不治の病に冒された体と天才肌の司へのコンプレックスが、彼をある行動に踏み切らせてしまう。現在は故人。

## 書誌情報

### 単行本

#### 宝島社版
- 羽海野チカ 『ハチミツとクローバー Vol.1』 宝島社〈ワンダーランドコミックス〉、2001年1月29日発売[16][注 1]、ISBN 4-7966-2088-5

#### 集英社版
- 羽海野チカ 『ハチミツとクローバー』 集英社〈集英社クイーンズコミックス〉、全10巻
  1. 2002年8月24日第1刷発行（8月19日発売[17]）、ISBN 4-08-865079-4
  2. 2002年8月24日第1刷発行（8月19日発売[18]）、ISBN 4-08-865080-8
  3. 2003年1月22日第1刷発行（1月17日発売[19]）、ISBN 4-08-865107-3
  4. 2003年2月24日第1刷発行（2月19日発売[20]）、ISBN 4-08-865111-1
  5. 2003年8月24日第1刷発行（8月19日発売[21]）、ISBN 4-08-865139-1
  6. 2004年5月24日第1刷発行（5月19日発売[22]）、ISBN 4-08-865203-7
  7. 2005年3月23日第1刷発行（3月18日発売[23]）、ISBN 4-08-865273-8
  8. 2005年8月24日第1刷発行（8月19日発売[24]）、ISBN 4-08-865297-5
    - 「ハチクロかるた」付限定版、ISBN 4-08-908039-8

  9. 2006年7月19日第1刷発行（7月14日発売[25]）、ISBN 4-08-865352-1
    - 「初版限定スペシャルふろくミドリちゃんマグネット」付限定版

  10. 2006年9月13日第1刷発行（9月8日発売[26]）、ISBN 4-08-865358-0

### 関連書籍
- 『ハチミツとクローバー vol. 0オフィシャル・ファンブック』2005年5月19日発行（同日発売[27]）、ISBN 4-08-865283-5
- 『公式アニメーション・ガイド ハチミツとクローバー 青春アルバム』2006年6月19日発行、ISBN 4-08-865351-3
- 『ハチミツとクローバー film story』2006年6月28日発行、ISBN 4-08-600782-7
- 『「ハチミツとクローバー」PHOTO MAKING BOOK』2006年7月4日発行、ISBN 4-08-102063-9
- 『ハチミツとクローバー 手作り絵本』2007年1月24日発行、ISBN 978-4-08-908054-2
- 『ハチミツとクローバー イラストレーションズ』2008年3月19日発売[28]、ISBN 978-4-08-782170-3

## テレビアニメ
2005年4月14日から9月29日までフジテレビほかで『ノイタミナ』の第1弾として放送。全24話 + テレビ未放送エピソード2話（この2話はDVD5巻と7巻に収録されている。レンタル版には未収録）。
原作の一部シーン（はぐみの絵画教室、森田のカナダ行き等）がカットされているが、原作をほぼ忠実にアニメ化している。
本作では、第4回にはフジテレビのアナウンサー3人（千野志麻、中村仁美、戸部洋子）がはぐみの同級生役で、第8話でKABA.ちゃんが西園寺ミドリ役でゲスト出演している。
2006年6月29日からは、第2期『ハチミツとクローバーII』が同枠の第5弾として放送された。全12話。放送中に主演の神谷浩史が交通事故で急遽降板し、テレビ放送版最終話のみ代役が立てられるハプニングが起きた（DVD版は神谷により再録されている）。
作品の第1期は、アメリカ、カナダ、韓国、台湾、香港、フィリピン、マレーシア、シンガポール、タイ、インドネシアでも放送された（第2期は、現時点ではフィリピンのみで放送）。

### スタッフ
|                               | 第1期                                                                         | 第2期                                                                         |
| ----------------------------- | ----------------------------------------------------------------------------- | ----------------------------------------------------------------------------- |
| 監督                          | カサヰケンイチ                                                                | 長井龍雪                                                                      |
| 監修                          | -                                                                             | カサヰケンイチ                                                                |
| シリーズ構成・脚本            | 黒田洋介                                                                      | 黒田洋介                                                                      |
| キャラクター監修              | 羽海野チカ                                                                    | 羽海野チカ                                                                    |
| キャラクターデザイン          | 島村秀一                                                                      | 島村秀一                                                                      |
| 総作画監督                    | 吉田隆彦                                                                      | 兵渡勝 吉田隆彦（第11話）                                                     |
| サブデザイン                  | 都築裕佳子                                                                    | -                                                                             |
| 美術監督                      | 柴田千佳子                                                                    | 柴田千佳子                                                                    |
| 色彩設定                      | 石田美由紀                                                                    | 石田美由紀                                                                    |
| 映像設計                      | 大河内喜夫                                                                    | 大河内喜夫                                                                    |
| 撮影監督                      | 黒澤豊                                                                        | 大河内喜夫                                                                    |
| 編集                          | 西山茂                                                                        | 西山茂                                                                        |
| 音響監督                      | 明田川仁                                                                      | 明田川仁                                                                      |
| 音楽                          | 林有三&サロン'68                                                              | 林有三&サロン'68                                                              |
| 音楽                          | -                                                                             | DEPAPEPE                                                                      |
| 音楽制作                      | アニプレックス                                                                | SMEレコーズ                                                                   |
| オープニング映像              | 野田凪（第1 - 12話） 児玉裕一（第13 - 24話）                                  | 平野文子                                                                      |
| 衣装監修                      | 倉石一樹                                                                      | -                                                                             |
| 協力                          | グラスホッパー、オフィスオーガスタ                                            | グラスホッパー、オフィスオーガスタ                                            |
| 協力                          | 集英社『YOUNG YOU』編集部                                                     | -                                                                             |
| プロデューサー                | 高瀬敦也、豊島雅郎、八坂健司、渡辺哲也 伊藤幸弘、山本幸治、佐野弘明、大澤信博 | 高瀬敦也、豊島雅郎、八坂健司、渡辺哲也 伊藤幸弘、山本幸治、佐野弘明、大澤信博 |
| アニメーション プロデューサー | 松倉友二                                                                      | 松倉友二                                                                      |
| プロデュース                  | ジェンコ                                                                      | ジェンコ                                                                      |
| アニメーション制作            | J.C.STAFF                                                                     | J.C.STAFF                                                                     |
| 製作                          | ハチクロ製作委員会                                                            | ハチクロ製作委員会                                                            |

### 主題歌
第1期
オープニングテーマ「ドラマチック」（Epic Records Japan）
作詞・歌 - YUKI / 作曲・編曲 - 蔦谷好位置
- 12話で挿入歌としても使用された。

エンディングテーマ「ワルツ」（第1-12話、第24話）（Epic Records Japan）
作詞・作曲 - 渡辺健二 / 編曲・歌 - スネオヘアー
エンディングテーマ「Mistake」（第13-第23話）（SME Records）
作詞 - 八熊慎一 / 作曲 - 奥田民生 / 歌 - THE BAND HAS NO NAME
- これら3曲はフルバージョンでオリジナルサウンドトラックに収録されている。

第2期
オープニングテーマ「ふがいないや」（Epic Records Japan）
作詞・歌 - YUKI / 作曲 - 蔦谷好位置 / 編曲 - YUKI、玉井健二、湯浅篤
エンディングテーマ「スプリット」（Epic Records Japan）
作詞・作曲 - 渡辺健二 / 編曲・歌 - スネオヘアー

### 挿入歌
前述の通り、スピッツとスガシカオの楽曲が挿入歌として数多く使用された。スガシカオはこのアニメへの提供依頼を快諾した。スピッツも、シングル曲を使用しないことを条件に楽曲提供を許可した（しかし、厳密には「スピカ」は「楓」との両A面シングルのため、1曲のみシングル曲を使用していることになる）。

### 第2期挿入曲（インスト）
「Night & Day」
作曲 - DEPAPEPE

### 各話リスト
| 話数                   | サブタイトル                                             | 絵コンテ             | 演出                 | 作画監督                     | 挿入歌                              |
| ハチミツとクローバー   | ハチミツとクローバー                                     | ハチミツとクローバー | ハチミツとクローバー | ハチミツとクローバー         | ハチミツとクローバー                |
| ---------------------- | -------------------------------------------------------- | -------------------- | -------------------- | ---------------------------- | ----------------------------------- |
| 1                      | ……人が恋に落ちる瞬間を初めて見てしまった。まいったな……   | カサヰケンイチ       | カサヰケンイチ       | 都築裕佳子                   | 「ハチミツ」スピッツ                |
| 2                      | はぐちゃんを見て少し、焦った……っていうか                 | 山下祐               | まつもとよしひさ     | 舛田裕美 山下祐              | 「8月のセレナーデ」 スガシカオ      |
| 3                      | あのさ、お前。なんで俺なんだ?                            | 近藤日葉             | 高島大輔             | 相坂直紀                     | 「月とナイフ」 スガシカオ           |
| 4                      | ホントはあんま好きじゃない。クリスマス……                 | 福田道生             | 清水一伸             | 岡野幸男 吉田隆彦            | 「波光」 スガシカオ                 |
| 5                      | ……うん………ただいま……                                      | 谷口悟朗             | 山田一夫             | 橘秀樹                       |                                     |
| 6                      | ……なあ山田、なんで俺なんか好きになっちまったんだよ       | 高田耕一             | 湖山禎崇             | 梶谷光春                     |                                     |
| 7                      | はぐ、一緒に行こう                                       | 舛成孝二             | 舛成孝二             | 竹内哲也                     | 「多摩川」 スピッツ                 |
| 8                      | ああ……遠いなぁ……                                         | 山下祐               | 安藤健               | 牧野大介                     |                                     |
| 9                      | 彼女は気付いただろうか?なぜオレは教えないんだろうか?     | 福田道生             | まつもとよしひさ     | 都築裕佳子                   |                                     |
| 10                     | ……そんな簡単に放り出していいもんじゃないだろ……           | 小平進               | 湖山禎崇             | 梶谷光春                     | 「魚」 スピッツ                     |
| 11                     | た……楽しくなかった……                                     | 高島大輔             | 高島大輔             | 舛田裕美 相坂直紀 矢上孝一   |                                     |
| 12                     | バッカヤロウ。何考えてんだよ!                            | 高田耕一             | 長井龍雪             | 井嶋けい子                   |                                     |
| 13                     | ……彼女に……僕はいったい、どんな答えを期待していたんだろう | 橘秀樹               | 橘秀樹               | 櫻井親良                     | 「そろそろいかなくちゃ」 スガシカオ |
| 14                     | 夢の中で、彼女に触れた……                                 | 鈴木行               | 安藤健               | 吉田隆彦 小川浩司            | 「Y」 スピッツ                      |
| 15                     | ……理花さん。オレをまた原田デザインで使ってもらえますか?  | 中山勝一             | 中山勝一             | 杉本功 河野真貴              | 「夜を駆ける」 スピッツ             |
| 16                     | 3つめの答えを、僕は、口にしない……                        | 小平進               | まつもとよしひさ     | 梶谷光春                     |                                     |
| 17                     | オレに無いのは、目的地なんだ……                           | 福田道生             | 湖山禎崇             | 都築裕佳子                   |                                     |
| 18                     | 森田さんが戻って来たら……彼女は? そして……                 | 高田耕一             | 高島大輔             | いしはらよしはる             | 「ユビキリ」 スガシカオ             |
| 19                     | こうやっていつも、真山は私を見失う                       | 三浦辰夫             | 吉本毅               | 井嶋けい子                   | 「黄金の月」 スガシカオ             |
| 20                     | それをケアすんのがアンタの役目だろう!                    | 小平進               | 安藤健               | 住本悦子                     |                                     |
| 21                     | ……空っぽだ……                                             | 狩生豊               | 高島大輔             | 河野真貴                     |                                     |
| 22                     | ……トンネルを抜けると、とてもキレイな所に出た……           | 橘秀樹               | 橘秀樹               | 梶谷光春                     | 「月に帰る」 スピッツ               |
| 23                     | ……そして、僕はもう一度走り出す……                         | 福田道生             | 湖山禎崇             | 都築裕佳子 梶谷光春          | 「Room201」 スガシカオ              |
| 24                     | ……ついた                                                 | 小平進               | カサヰケンイチ       | 島村秀一                     | 「スピカ」 スピッツ                 |
| L                      | ローマイヤ先輩スペシャル                                 | 小平進               | まつもとよしひさ     | 井嶋けい子 島村秀一          |                                     |
| F                      | 藤原デザイン事務所スペシャル                             | 高田耕一             | 高田耕一             | 吉田隆彦                     |                                     |
| ハチミツとクローバーII |                                                          |                      |                      |                              |                                     |
| 1                      | ……そして、僕たちは再び回り始める……                       | 長井龍雪             | 長井龍雪             | 吉田隆彦                     | 「仲良し」スピッツ                  |
| 2                      | ……でも、そうでもしなきゃ思い知れないなら、行くがいいさ…  | 長井龍雪             | 上田繁               | 都築裕佳子                   | 「プール」スピッツ                  |
| 3                      | 信じらんねぇ……9時間かかんだぞ……!                         | 福田道生             | 佐々木皓一           | 中野彰子                     | 「ココニイルコト」スガシカオ        |
| 4                      | 先に耐えきれなくなったのは俺だった。気づいてはいたんだ…  | 高田耕一             | 秋田谷典昭           | 梶谷光春                     | 「ほのほ」スピッツ                  |
| 5                      | そう、彼は……優しくしあうことを許されたのだ…              | 浅野勝也             | 浅野勝也             | 井嶋けい子                   | 「ジュテーム?」 スピッツ            |
| 6                      | ……口にしてはダメ……、私には、それを奪う権利はない…        | 鵜飼ゆうき           | 武山篤               | 川田剛                       | 「Happy Birthday」 スガシカオ       |
| 7                      | ……あのときのことが、目に焼き付いて離れない…              | 大畑清隆             | 高島大輔             | 住本悦子 吉田隆彦 加藤万由子 | 「夏陰〜なつかげ〜」スガシカオ      |
| 8                      | ……僕は、なにも知らなかった。                             | 高田耕一             | 池端隆史             | 都築裕佳子                   | 「リンゴ・ジュース」 スガシカオ     |
| 9                      | ……ああ、神様……どうか、彼女を……                           | 福田道生             | 福田道生             | 福田道生                     | 「風なぎ」 スガシカオ               |
| 10                     | ……どこ、行っちゃってるのよ、バカ……                       | 高田耕一             | 秋田谷典昭           | 梶谷光春 野村芙沙子          | 「涙」 スピッツ                     |
| 11                     | ……私から、絵を描くことを、奪わないでください…            | 高田耕一             | 浅野勝也             | 吉田隆彦 川田剛              | 「ふたりのかげ」スガシカオ          |
| 12                     | ……時が過ぎて、何もかもが思い出になる日はきっと来る…      | 長井龍雪             | 長井龍雪 鈴木洋平    | 兵渡勝                       | 「田舎の生活」 スピッツ             |

※chapter.LはDVD初回限定盤5巻、chapter.FはDVD初回限定盤7巻の特典映像（共にテレビ未放送）

### 放送局
| 放送期間                       | 放送日時                 | 放送局         | 対象地域   | 放送系列       | 備考             |       |
| 第1期                          | 第1期                    | 第1期          | 第1期      | 第1期          | 第1期            | 第1期 |
| ------------------------------ | ------------------------ | -------------- | ---------- | -------------- | ---------------- | ----- |
| 2005年4月14日 - 9月29日        | 木曜 24:35 - 25:05       | フジテレビ     | 関東広域圏 | フジテレビ系列 |                  |       |
| 2005年4月14日 - 9月29日        | 木曜 26:20 - 26:50       | 東海テレビ     | 中京広域圏 | フジテレビ系列 |                  |       |
| 2005年4月25日 - 9月26日        | 月曜 25:30 - 26:00       | 関西テレビ     | 近畿広域圏 | フジテレビ系列 |                  |       |
| 2005年10月12日 - 2006年1月20日 | 水曜 21:00 - 21:50       | フジテレビ721  | 日本全域   | CS放送         |                  |       |
| 2006年5月22日 - 6月22日        | 月 - 金曜 20:00 - 20:30  | アニマックス   | 日本全域   | CS放送         |                  |       |
| 2006年2月 - 3月                | 放送時間不定（集中放送） | 新潟総合テレビ | 新潟県     | フジテレビ系列 |                  |       |
| 2008年1月9日 - 6月25日         | 水曜 24:35 - 25:05       | サガテレビ     | 佐賀県     | フジテレビ系列 |                  |       |
| 第2期                          |                          |                |            |                |                  |       |
| 2006年6月29日 - 9月14日        | 木曜 24:45 - 25:15       | フジテレビ     | 関東広域圏 | フジテレビ系列 |                  |       |
| 2006年7月4日 - 9月19日         | 火曜 25:25 - 25:55       | 関西テレビ     | 近畿広域圏 | フジテレビ系列 |                  |       |
| 2006年7月6日 - 9月21日         | 木曜 26:05 - 26:35       | 東海テレビ     | 中京広域圏 | フジテレビ系列 |                  |       |
| 2006年7月12日 - 9月27日        | 水曜 26:15 - 26:45       | テレビ西日本   | 福岡県     | フジテレビ系列 | 1期は未放送      |       |
| 2006年7月13日 - 9月28日        | 木曜 26:00 - 26:30       | 新潟総合テレビ | 新潟県     | フジテレビ系列 |                  |       |
| 2007年3月7日 - 4月25日         | 水曜 21:00 - 21:50       | フジテレビ721  | 日本全域   | CS放送         |                  |       |
| 2007年11月6日 - 2008年1月29日  | 火曜 23:00 - 23:30       | アニマックス   | 日本全域   | CS放送         | リピート放送あり |       |

| フジテレビ 木曜24:35 - 25:05枠 ※これよりノイタミナ枠 | フジテレビ 木曜24:35 - 25:05枠 ※これよりノイタミナ枠 | フジテレビ 木曜24:35 - 25:05枠 ※これよりノイタミナ枠 |
| 前番組                                               | 番組名                                               | 次番組                                               |
| ---------------------------------------------------- | ---------------------------------------------------- | ---------------------------------------------------- |
| ニューデザインパラダイス ※金曜25:05 - 25:35枠へ移動  | ハチミツとクローバー                                 | Paradise Kiss                                        |
| フジテレビ ノイタミナ                                |                                                      |                                                      |
| 獣王星                                               | ハチミツとクローバーII                               | 働きマン                                             |

## 映画
2006年7月22日公開。
キャッチコピーは、「恋をした。それだけのことなのに、世界はまぶしい」。

### キャスト
- 竹本祐太：櫻井翔
- 花本はぐみ：蒼井優
- 森田忍：伊勢谷友介
- 真山巧：加瀬亮
- 山田あゆみ：関めぐみ
- 花本修司：堺雅人
- 原田理花：西田尚美

### スタッフ（映画）
- 監督：高田雅博
- 脚本：河原雅彦、高田雅博
- 音楽：菅野よう子
- 撮影：長谷川圭二
- 照明：山崎公彦
- 美術：中村桃子
- 録音：井家眞紀夫
- 整音：太斉唯夫
- スタイリスト：白山春久
- はぐみ絵画制作：MAYA MAXX
- 森田彫刻制作：森田太初
- プロデューサー：小川真司、今村景子、多田真穂
- 音楽プロデューサー：金橋豊彦、茂木英興
- 製作協力：プログレッシブ・ピクチャーズ
- 製作プロダクション：アスミック・エース、電通テック
- 製作：アスミック・エース、ジェイ・ストーム、集英社、電通
- 配給：アスミック・エース

### 主題歌（映画）
主題歌「魔法のコトバ」
歌 - スピッツ
エンディングテーマ「アオゾラペダル」
歌 - 嵐 / 作詞・作曲 - スガシカオ
挿入歌「オペラ『ワリー』より第一幕 さよならふるさとの家よ」
作曲 - カタラーニ

### ロケ地
- 茅ヶ崎館（車で海に行った時に泊まった旅館。森田が掛け軸を破り、醤油で絵を描くシーンは、同旅館の三番の部屋で撮影された。実際にはガラス張りの掛け軸が飾ってある）
- 群馬県高崎市（市の市庁舎が登場）
- 筑波大学芸術専門学群

### ソフト化
- ハチミツとクローバー 〜恋に落ちた瞬間〜（DVD1枚組、2006年7月14日発売、発売元・アスミック・エース、販売元・角川映画）
  - 映画公開前に発売されたスペシャルDVD。
  - 映像特典
    - 完成披露記者会見
    - 予告編集
- ハチミツとクローバー DVD スペシャル・エディション（初回限定生産2枚組、2007年1月12日発売、発売元・アスミック・エース / 集英社、販売元・角川映画）
  - ディスク1：本編DVD
    - 映像特典
      - 予告編集

    - 音声特典
      - オーディオコメンタリー1（櫻井翔×監督：高田雅博）
      - オーディオコメンタリー2（蒼井優×伊勢谷友介×加瀬亮×関めぐみ）

  - ディスク2：特典DVD
    - Making of ハチミツとクローバー
    - 花本研究室座談会（キャストによる座談会）
    - イベントメモリアル集（完成披露舞台挨拶、片想い応援!「告白」試写記者会見&舞台挨拶、初日舞台挨拶、恋に効く☆「ハチクロ神社」建立式、トークショー）
    - あゆカメラ フォトギャラリー

  - 封入特典
    - ブックレット

  - 特殊パッケージ仕様
- 【TCE Blu-ray SELECTION】ハチミツとクローバー ブルーレイ スペシャル・エディション（BD1枚組、2012年9月5日発売、発売元・アスミック・エース / 集英社、販売元・TCエンタテインメント）
  - 映像・音声特典：「あゆカメラ フォトギャラリー」を除いた全映像・音声特典を収録

## テレビドラマ
フジテレビ系列「火9ドラマ」枠で、2008年1月8日から3月18日まで、毎週火曜日の21時00分 - 21時54分（JST、初回のみ10分拡大で21時00分 - 22時04分）で1クール放送された。
主演は前年『神童』や『あしたの私のつくり方』に出演した成海璃子でフジテレビの連続ドラマは初主演となり、連続テレビ小説『わかば』でヒロイン役を務めた山田あゆみ役の原田夏希はこの作品が民放の連続ドラマ初レギュラー出演となる。また、真山巧を演じた向井理は、同枠で前クールに放送された『暴れん坊ママ』に続く出演となる。

### キャスト
- 花本はぐみ：成海璃子
- 竹本祐太：生田斗真
- 森田忍：成宮寛貴
- 山田あゆみ：原田夏希
- 真山巧：向井理
- 原田理花：瀬戸朝香
- 花本修司：村上淳
- 勅使河原美和子：滝沢沙織
- 野宮匠：柏原崇
- 山田大五郎：泉谷しげる

### スタッフ（ドラマ）
- 脚本：金子茂樹
- 演出：谷村政樹、松山博昭、佐々木詳太
- プロデュース：瀧山麻土香、鹿内植
- 音楽：海田庄吾、都啓一（SOPHIA）、河野伸
- 制作：フジテレビドラマ制作センター

### 主題歌（ドラマ）
- 平井堅「キャンバス」（デフスターレコーズ）

### 放送日程
| 各話                                                     | 放送日  | サブタイトル             | 演出       | 視聴率 |
| -------------------------------------------------------- | ------- | ------------------------ | ---------- | ------ |
| 第1話                                                    | 1月08日 | 春、恋におちた瞬間       | 谷村政樹   | 12.9%  |
| 第2話                                                    | 1月15日 | 福引であてた海と涙とキス | 谷村政樹   | 10.0%  |
| 第3話                                                    | 1月22日 | 夏、花火と散った片思い   | 松山博昭   | 9.8%   |
| 第4話                                                    | 1月29日 | 聖夜に届く、涙の告白     | 松山博昭   | 9.5%   |
| 第5話                                                    | 2月05日 | 一番の存在でなくてもいい | 谷村政樹   | 8.9%   |
| 第6話                                                    | 2月12日 | 一人前にはなぜなれますか | 佐々木詳太 | 8.6%   |
| 第7話                                                    | 2月19日 | 今、地図のない道を前へ   | 谷村政樹   | 8.3%   |
| 第8話                                                    | 2月26日 | 失踪! 人生と恋を見失う冬 | 松山博昭   | 8.0%   |
| 第9話                                                    | 3月04日 | 奇跡の告白、衝撃の大事故 | 谷村政樹   | 7.4%   |
| 第10話                                                   | 3月11日 | 絶望の淵、ふたりを結ぶ道 | 松山博昭   | 7.0%   |
| 最終話                                                   | 3月18日 | 胸を張れるいい恋だった   | 谷村政樹   | 7.1%   |
| 平均視聴率8.9%（視聴率は関東地区・ビデオリサーチ社調べ） |         |                          |            |        |

- 初回は21時 - 22時4分の10分拡大。

| フジテレビ 火曜21時台（連続ドラマ枠）      | フジテレビ 火曜21時台（連続ドラマ枠）           | フジテレビ 火曜21時台（連続ドラマ枠）                          |
| 前番組                                     | 番組名                                          | 次番組                                                         |
| ------------------------------------------ | ----------------------------------------------- | -------------------------------------------------------------- |
| 暴れん坊ママ （2007年10月16日 - 12月18日） | ハチミツとクローバー （2008年1月8日 - 3月18日） | 絶対彼氏〜完全無欠の恋人ロボット〜 （2008年4月15日 - 6月24日） |

## テレビドラマ（台湾版）
台湾のCTSにて2008年5月から放送された。台湾だけでなく日本の香川県でもロケが行なわれた。
日本では『ハチミツとクローバー 〜蜂蜜幸運草〜』の邦題でフジテレビ721およびフジテレビCSHDにて、2009年2月9日から2月24日まで土日を除き毎日2話ずつ、放送される。地上波では2009年3月26日から名古屋テレビ放送にて、4月15日から9月16日まで朝日放送にて放送された。

### キャスト（台湾版）
- 花本はぐみ（華本育）：伊藤千晃(AAA)
- 竹本祐太（安竹本）：レゴ・リー（リー・グオイー）
- 山田あゆみ（何亞弓）：チャン・チュンニン
- 真山巧（鄧真山）：ジョセフ・チェン
- 森田忍（任森田）：エディ・ポン
- 原田理花（方理花）：ターシー・スー
- 花本修司（華修司）：チャン・ハン
- 野宮匠（湯野丰）：デビッド・チェン
- 森田馨（任以薰）：シン・ウー
- 丹下教授：タイ・バオ
- 山田あゆみの父：ルオ・ベイアン
- 徳大寺：トン・チーチェン

### スタッフ（台湾版）
- 監督：ロビン・リー（李雲嬋/リー・ユンチェン）
- プロデューサー：リュウ・ウェイシー（劉瑋慈）、チェン・チーミン（陳啟銘）
- ロケ地：台北芸術大学

### 主題歌（台湾版）
- CLOVER楽団「幸運草的祝福」

### DVD
販売元はエスピーオー
- 「ハチミツとクローバー〜蜂蜜幸運草〜 DVD-BOX I」（2009年3月6日）
- 「ハチミツとクローバー〜蜂蜜幸運草〜 DVD-BOX II」（2009年3月27日）

### 日本での放送
| 放送地域   | 放送局           | 放送期間                 | 放送日時                        | 放送系列       |
| ---------- | ---------------- | ------------------------ | ------------------------------- | -------------- |
| 中京広域圏 | 名古屋テレビ     | 2009年3月26日 - 9月10日  | 木曜 25時55分 - 26時50分        | テレビ朝日系列 |
| 近畿広域圏 | 朝日放送         | 2009年4月15日 - 9月16日  | 水曜 25時56分 - 26時51分        | テレビ朝日系列 |
| 広島県     | 広島ホームテレビ | 2009年5月22日 - 10月9日  | 金曜 25時15分 - 26時10分        | テレビ朝日系列 |
| 神奈川県   | tvk              | 2009年4月23日 - 10月15日 | 木曜 15時00分 - 15時55分        | 独立UHF局      |
| 日本全域   | BS朝日           | 2009年4月1日 - 9月30日   | 毎週水曜 23時00分 - 23時55分    | BS放送         |
| 日本全域   | フジテレビ721    | 2009年2月1日 - 2月24日   | 月曜 - 金曜 23時00分 - 25時00分 | CS放送         |

| 朝日放送 水曜深夜の連続ドラマ | 朝日放送 水曜深夜の連続ドラマ                    | 朝日放送 水曜深夜の連続ドラマ                            |
| 前番組                        | 番組名                                           | 次番組                                                   |
| ----------------------------- | ------------------------------------------------ | -------------------------------------------------------- |
| -                             | ハチミツとクローバー （2009年4月15日 - 9月16日） | ホントの恋の*見つけかた （2009年9月23日 - 2010年3月3日） |

## その他
- 同作者による「3月のライオン」コミックス14巻（2018年12月発売）にて、ハチクロの登場人物が友情出演のように登場し後日談が描かれている。本作のコミックス第9巻の表紙を描いた時点でこの出演を予定していたとの事で、実に12年越しで伏線を回収した[31]。